# Первозванівський заказник
Первозва́нівський заказник — ландшафтний заказник місцевого значення в Україні. Розташований у межах Полтавського району Полтавської області, на околиці села Первозванівка.
Площа 115,7 га. Статус присвоєно згідно з рішенням облради від 24.12. 2002 року. Перебуває у віданні: Новокочубеївська сільська рада.
Статус присвоєно для збереження цінної балкової мережі з мальовничим рельєфом, ставками і багатою степовою рослинністю.
Частина балки, що примикає до поля, представлена угрупованням широколистяного лісу з добре розвинутим деревним, чагарниковим та трав'яним ярусом. Штучні насадження на терасованому схилі східної експозиції включають різноманітні інтродуктовані види дерев. Лучно-степова рослинність збереглася на схилах відкритих ділянок північної експозиції. 
По берегах балки сформувалась лучно-болотна рослинність.
Різноманітність рельєфу та рослинності заказника зумовила формування багатої орнітофауни, яка репрезентує орнітокомплекси широколистяного лісу, терасованих схилів, лучно-болотних угідь та відкритих територій. У межах заказника виявлено 65 видів птахів. Переважна більшість з них зосереджена в широколистяному лісі. Тут найчастіше трапляються синиця велика, соловейко східний, вівчарик-ковалик, дятел звичайний, дятел середній, горлиця звичайна, мухоловка сіра, кропив'янка чорноголова. Із гніздових видів на узліссях домінують крутиголовка звичайна, жайворонок лісовий, жайворонок польовий, сорокопуд терновий, вівсянка звичайна. На терасованих схилах поширені перепілка звичайна, горобець польовий, шпак звичайний, сорока звичайна.
В межах лучно-болотних угідь найчастіше трапляються плиска жовта, ремез звичайний, трав'янка лучна. Серед інших гніздових видів зустрічаються: канюк звичайний, припутень, зозуля звичайна, серпокрилець чорний, одуд, щеврик польовий, щеврик лісовий, берестянка звичайна, кропив'янка рябогруда, кропив'янка сіра, кропив'янка прудка, мухоловка білошия, вільшанка, дрізд чорний, дрізд співочий, чикотень, повзик звичайний, просянка, зяблик звичайний, зеленяк звичайний, щиглик звичайний, коноплянка, костогриз звичайний, вивільга звичайна, ворона чорна, сойка звичайна. Під час міграцій відмічено 9 видів — чапля сіра, бугай водяний, крижень, осоїд євразійський, шуліка чорний, зимняк, сова вухата, посмітюха звичайна, грак.